# QCA
Qualitative Comparative Analysis (QCA) ist eine vom US-Soziologen Charles Ragin eingeführte Methode für die Kausalanalyse konfigurationaler Daten in den Sozialwissenschaften. Übersetzt heißt QCA so viel wie qualitativ vergleichende Analyse. Anfangs hauptsächlich in der Makrosoziologie angewendet, hat sich die Methode über das gesamte Feld der Politikwissenschaften verbreitet sowie Einzug in die Betriebswirtschafts-, Management- und Organisationsforschung, die Bildungsforschung, Wirtschaftsinformatik, Psychologie sowie die Umwelt- und Gesundheitswissenschaften gefunden.

## Suchziel
Das Suchziel von QCA ist die Identifikation minimal notwendiger und hinreichender Bedingungen für das Vorliegen eines zu erklärenden Variablen, welcher allgemein Outcome genannt wird. Das Erreichen dieses Ziels kann mit Hilfe verschiedener Algorithmen erfolgen. Der bekannteste unter ihnen ist der Quine-McCluskey-Algorithmus.
In einem ersten Schritt werden hierfür die zugrunde liegenden Daten in einer sogenannten Wahrheitstabelle aggregiert. Diese besteht aus allen
{\displaystyle \prod _{j=1}^{k}{p_{j}}}
möglichen Kombinationen der {\displaystyle p_{j}} Werte aller inkludierten exogenen Variablen {\displaystyle j=1,2,\ldots ,k}, auch als sogenannte Konfigurationen bezeichnet, sowie einem Funktionswert, der sich auf Basis des Konsistenzmaßes ergibt. Im zweiten Schritt wird dann die Disjunktion derjenigen Konfigurationen minimiert, welche einen positiven Funktionswert besitzen, also im Hinblick auf das Outcome als hinreichend klassifiziert worden sind. Dieser Minimierungsprozess wird solange fortgesetzt, bis keine weiteren Eliminierungen von Variablen mehr möglich sind. Diejenigen Terme, welche am Ende dieses Prozesses verbleiben, werden als Primimplikanten bezeichnet. Der dritte Schritt von QCA nach dem Quine-McCluskey-Verfahren besteht aus dem Auflösen der Primimplikantentafel, welche in den Zeilen die Primimplikanten und in den Spalten die Konfigurationen mit positivem Funktionswert enthält. Diese Tafel wird nun so aufgelöst, dass sämtliche Disjunktionen von Primimplikanten so identifiziert werden, dass keine Konfiguration mit positivem Funktionswert unabgedeckt bleibt, und die so gefundene Disjunktion aus einer minimalen Anzahl an Disjunkten besteht. Solche Modelle werden als minimal sums bezeichnet. Da jedoch das minimal sum-Kriterium im Rahmen von Kausaldatenanalysen Fehlschlüsse produziert, wird es, mehr oder weniger rigoros, von den üblichen Computerprogrammen umgangen.

## Varianten
Mittlerweile hat sich QCA zu einem Sammelbegriff für eine Familie von konfigurational vergleichenden Techniken gewandelt. Diese umfasst crisp-set QCA (csQCA), fuzzy-set QCA (fsQCA), multi-value QCA (mvQCA) und generalized-set QCA (gsQCA). Alle vier Varianten unterscheiden sich auf Basis der von ihnen verarbeiteten Variablen- und Mengentypen voneinander. Sowohl csQCA wie auch fsQCA basieren auf binären Variablen, deren Werte die Grundlagen für Mengen sind, in denen Objekte entweder nur Elemente oder Nichtelemente sein können (csQCA), oder teilweise Mitgliedschaften in diesen Mengen aufweisen dürfen (fsQCA). Bei csQCA existieren also nur zwei Mitgliedschaftswerte: 0 und 1, während bei fsQCA sämtliche Werte im Intervall [0,1] auftreten dürfen. Das Hauptmerkmal von mvQCA ist die Verallgemeinerung von zweiwertigen exogenen Variablen auf mehrwertige Variablen. Die Mitgliedschaft von Objekten in Mengen, die auf den Werten einer solchen Variablen basieren, ist jedoch wie bei csQCA nur vorhanden oder nicht vorhanden (0 oder 1). Diese Einschränkung wird von gsQCA aufgehoben, denn dieses Verfahren lässt auch strikt partielle Mitgliedschaftswerte eines Objektes in allen Mengen zu, die basierend auf den Werten von mehrwertigen Variablen gebildet werden können. Somit vereint gsQCA alle anderen drei Varianten von QCA als Spezialfälle, während fsQCA und mvQCA Verallgemeinerungen von csQCA darstellen, ersteres auf der Dimension von Mitgliedschaftswerten, letzteres auf der Dimension von Variablenwerten.

## Software
Für die computergestützte Durchführung von QCA existieren etliche Programme. Zu solchen mit einer grafischen Benutzeroberfläche gehören fs/QCA, Tosmana und Kirq. Diese Programme bieten den Vorteil einer schnellen Einarbeitung, sind aber auch weniger flexibel in ihren Möglichkeiten und haben teilweise nachgewiesene Fehler, die bisher nicht behoben wurden. Alternativ existieren die Kommandozeilen-Programme QCA und QCA3 für die kostenfreie R Umgebung, sowie fuzzy für das kommerzielle Statistikprogramm Stata.

## Weiterführende Literatur

### Lehrbücher und Grundlegendes
- Grofman, Bernard, und Carsten Q. Schneider (2009): An Introduction to Crisp Set QCA, with a Comparison to Binary Logistic Regression. In: Political Research Quarterly, 62 (4): S. 662–72.
- Ragin, Charles C. (1987): The Comparative Method: Moving beyond Qualitative and Quantitative Strategies. Berkeley: University of California Press.
- Ragin, Charles C. (2000): Fuzzy-Set Social Science. Chicago: University of Chicago Press.
- Ragin, Charles C. (2008): Redesigning Social Inquiry: Fuzzy Sets and Beyond. Chicago: University of Chicago Press.
- Rihoux, Benoît, und Charles C. Ragin, Hrsg. (2009) Configurational Comparative Methods: Qualitative Comparative Analysis (QCA) and Related Techniques. London: SAGE.
- Schneider, Carsten Q., und Claudius Wagemann (2012): Set-Theoretic Methods for the Social Sciences: A Guide to Qualitative Comparative Analysis (QCA). Cambridge: Cambridge University Press.

### Spezielle Themen
- Amenta, Edwin, und Jane D. Poulsen (1994): Where to Begin: A Survey of Five Approaches to Selecting Independent Variables for Qualitative Comparative Analysis. In: Sociological Methods & Research 23 (1): S. 22–53.
- Baumgartner, Michael (2009): Inferring Causal Complexity. In: Sociological Methods & Research 38 (1): S. 71–101.
- Caren, Neal, und Aaron Panofsky (2005): TQCA: A Technique for Adding Temporality to Qualitative Comparative Analysis. In: Sociological Methods & Research, 34 (2): S. 147–72.
- Eliason, Scott R., and Robin Stryker (2009): Goodness-of-Fit Tests and Descriptive Measures in Fuzzy-Set Analysis. In: Sociological Methods & Research, 38 (1): S 102–46.
- Ragin, Charles C. (2006): Set Relations in Social Research: Evaluating Their Consistency and Coverage. In: Political Analysis, 14 (3): S. 291–310.
- Ragin, Charles C., und Sarah Ilene Strand (2008): Using Qualitative Comparative Analysis to Study Causal Order: Comment on Caren and Panofsky (2005). In: Sociological Methods & Research, 36 (4): S. 431–41.
- Schneider, Carsten Q., und Claudius Wagemann (2006): Reducing Complexity in Qualitative Comparative Analysis (QCA): Remote and Proximate Factors and the Consolidation of Democracy. In: European Journal of Political Research, 45 (5): S. 751–86.
- Seawright, Jason (2005): Qualitative Comparative Analysis vis-à-vis Regression. In: Studies in Comparative International Development, 40 (1): S. 3–26.
- Skaaning, Svend-Erik (2011): Assessing the Robustness of Crisp-Set and Fuzzy-Set QCA Results. In: Sociological Methods & Research, 40 (2): S. 391–408.
- Thiem, Alrik (2013): Clearly Crisp, and Not Fuzzy: A Reassessment of the (Putative) Pitfalls of Multi-Value QCA. In: Field Methods, 25 (2): S. 197–207.
- Thiem, Alrik (2014): Unifying Configurational Comparative Methods: Generalized-Set Qualitative Comparative Analysis. In: Sociological Methods & Research, 43 (2): S. 313–37.
- Thiem, Alrik (2014): Membership Function Sensitivity of Descriptive Statistics in Fuzzy-Set Relations. In: International Journal of Social Research Methodology, 17 (6): S. 625–42.
- Thiem, Alrik (2014): Navigating the Complexities of Qualitative Comparative Analysis: Case Numbers, Necessity Relations, and Model Ambiguities. In: Evaluation Review, 38 (6): S. 487–513.
- Vis, Barbara (2012): The Comparative Advantages of fsQCA and Regression Analysis for Moderately Large-N Analyses. In: Sociological Methods & Research, 41 (1):168-98.
- Wagemann, Claudius, und Carsten Q. Schneider (2010): Qualitative Comparative Analysis (QCA) and Fuzzy-Sets: Agenda for a Research Approach and a Data Analysis Technique. In: Comparative Sociology, 9 (3): S. 376–96.

### Software
- Longest, Kyle C., und Stephen Vaisey (2008): fuzzy: A program for Performing Qualitative Comparative Analyses (QCA) in Stata. In: Stata Journal, 8 (1): S. 79–104.
- Thiem, Alrik, und Adrian Duşa (2012): Introducing the QCA Package: A Market Analysis and Software Review. In: Qualitative & Multi-Method Research, 10 (2): S. 45–9.
- Thiem, Alrik, und Adrian Duşa (2013): Qualitative Comparative Analysis with R: A User's Guide. New York: Springer.
- Thiem, Alrik, und Adrian Duşa (2013): QCA: A Package for Qualitative Comparative Analysis. In: The R Journal, 5 (1): S. 87–97.
- Thiem, Alrik, und Adrian Duşa (2013): Boolean Minimization in Social Science Research: A Review of Current Software for Qualitative Comparative Analysis (QCA). In: Social Science Computer Review 31 (4): S. 505-21.